# Bistum Knoxville
Das Bistum Knoxville (lateinisch Dioecesis Knoxvillensis, englisch Diocese of Knoxville) ist eine in den Vereinigten Staaten gelegene römisch-katholische Diözese mit Sitz in Knoxville, Tennessee.

## Geschichte
Das Bistum Knoxville wurde am 27. Mai 1988 durch Papst Johannes Paul II. mit der Apostolischen Konstitution Antiquitus sane aus Gebietsabtretungen des Bistums Nashville errichtet und dem Erzbistum Louisville als Suffraganbistum unterstellt.

## Territorium
Das Bistum Knoxville umfasst die im Bundesstaat Tennessee gelegenen Gebiete Anderson County, Bledsoe County, Blount County, Bradley County, Campbell County, Carter County, Claiborne County, Cocke County, Cumberland County, Fentress County, Grainger County, Greene County, Hamblen County, Hamilton County, Hancock County, Hawkins County, Jefferson County, Johnson County, Knox County, Meigs County, Pickett County, Unicoi County und Union County.

## Bischöfe von Knoxville
- Anthony Joseph O’Connell, 1988–1998, dann Bischof von Palm Beach
- Joseph Edward Kurtz, 1999–2007, dann Erzbischof von Louisville
- Richard Frank Stika, 2009–2023
- James Mark Beckman, seit 2024

## Einzelnachweise

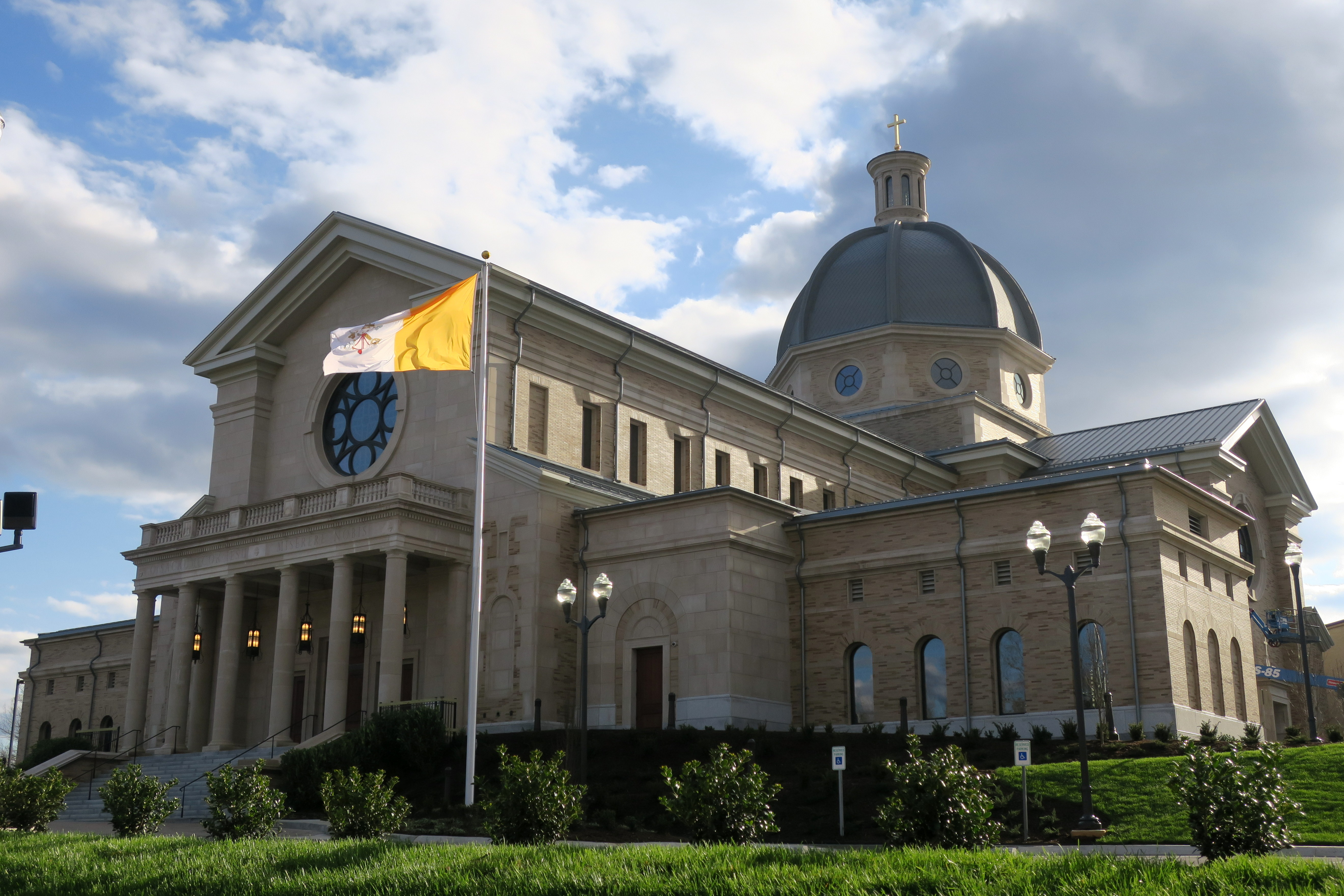
Kathedrale: Most Sacred Heart of Jesus in Knoxville